# Dębica (Elbląg)
Dębica (niem. Dambitzen) – jedna ze wschodnich dzielnic Elbląga.
Dębice były wsią komornictwa zewnętrznego Elbląga w XVII i XVIII wieku.

## Położenie
Dębica leży we wschodniej części miasta. Od zachodu graniczy z osiedlem Przy Młynie, od północy z parkiem leśnym „Bażantarnia”, od południa z dzielnicą Warszawskie Przedmieście, a od wschodu – ze Stagniewem. Na terenie Dębicy mieści się jeden z dwóch w Elblągu cmentarzy komunalnych. Nekropolia „Dębica” przy ul. Łęczyckiej powstała w 1974 roku. Do tej pory pochowano na niej około 30 tysięcy osób. Przy ulicy Łęczyckiej w 1842 roku zbudowano zajazd Gasthaus Dambitzen. Gospoda w Dębicy była bardzo starym i popularnym miejscem rozrywki podczas letnich wypadów za miasto. Odbywały się tu często koncerty, była sala taneczna, a restauracja znajdująca się w gospodzie słynęła z tortu wiśniowego własnego przepisu i pysznego ciasta hamburskiego. Wraz z pojawieniem się w pobliskiej Bażantarni etablissementu „Vogelsang” przestała być tak licznie odwiedzana przez zamożniejsze towarzystwo. Latem 1842 roku właściciel gospody o nazwisku Teetz wybudował nowy fachwerkowy budynek restauracyjny, który przetrwał kolejnych 150 lat. W latach 70. XX w. dawna gospoda służyła jeszcze funkcjom mieszkalnym, później obiekt popadł w zapomnienie i ruinę. Ostatecznie jego resztki zniknęły w okolicach 2000 r. Dziś stoi w tym miejscu prywatna willa. Przy tej samej ulicy, lecz poniżej na wysokości jednostki wojskowej mieści się tzw. młyn. Pierwotnie była to mleczarnia. Historia mleczarni Hermanna Schrötera, największej we wschodnich Niemczech, pierwszy zakład założony w 1879 r. w Stühmswalde (Stankowo), filia otwarta w 1889 r. w Elblągu przy ul. 1 Maja, przy ul. Łęczyckiej 17 w Elblągu, gdzie mleczarnia miała zakład przetwórczy (m.in. serowarnię i młyn) – dziś mieści się tam firma cateringowa.

## Wykaz ulic dzielnicy
- Braniewska
- Łęczycka
- Warmińska
- Wschodnia

## Komunikacja
Do Dębicy można dojechać:
- autobusami ZKM Elbląg linii numer 22, 23 i C[3],
- autobusami PKS.